# Belinda (Mond)
Belinda (auch Uranus XIV) ist der zehntinnerste und einer der mittelgroßen der 28 bekannten Monde des Planeten Uranus.

## Entdeckung und Benennung
Belinda wurde am 13. Januar 1986 von dem Astronomen Stephen P. Synnott (Voyager Science Team) zusammen mit Desdemona und Rosalind auf fotografischen Aufnahmen der Raumsonde Voyager 2 entdeckt. Die Entdeckung wurde am 16. Januar 1986 von der Internationalen Astronomischen Union (IAU) bekanntgegeben; der Mond erhielt zunächst die vorläufige Bezeichnung S/1986 U 5.
Am 8. Juni 1988 erhielt der Mond den Namen Belinda. Belinda ist die weibliche Hauptfigur aus Alexander Popes Versepos Der Lockenraub. Das Gedicht ist parodistisch angehaucht und Belinda basiert auf den Zeitgenossen Arabella Fermor (1696–1737) und ihrem Verehrer Lord Robert Petre (7th Baron Petre) (1689–1713), die beide aus aristokratisch-katholischen Familien im anglikanischen England stammten. Petre, der Arabella leidenschaftlich begehrte, hatte ohne Erlaubnis eine Locke ihres Haars abgeschnitten. Der hierauf folgende Streit führte zu einem Bruch zwischen den beiden Familien. Im Gedicht trifft der Verlust einer Haarlocke Belinda tief, eine Anspielung darauf, wie zerbrechlich Schönheit ist. Die Namen für die Monde Ariel und Umbriel wurden ebenfalls diesem Gedicht entnommen.
Alle Monde des Uranus sind nach Figuren von William Shakespeare oder Pope benannt. Die ersten vier entdeckten Uranusmonde (Oberon, Titania, Ariel, Umbriel) wurden nach Vorschlägen von John Herschel, dem Sohn des Uranus-Entdeckers Wilhelm Herschel, benannt. Später wurde die Tradition der Namensgebung beibehalten.

## Bahneigenschaften

### Umlaufbahn

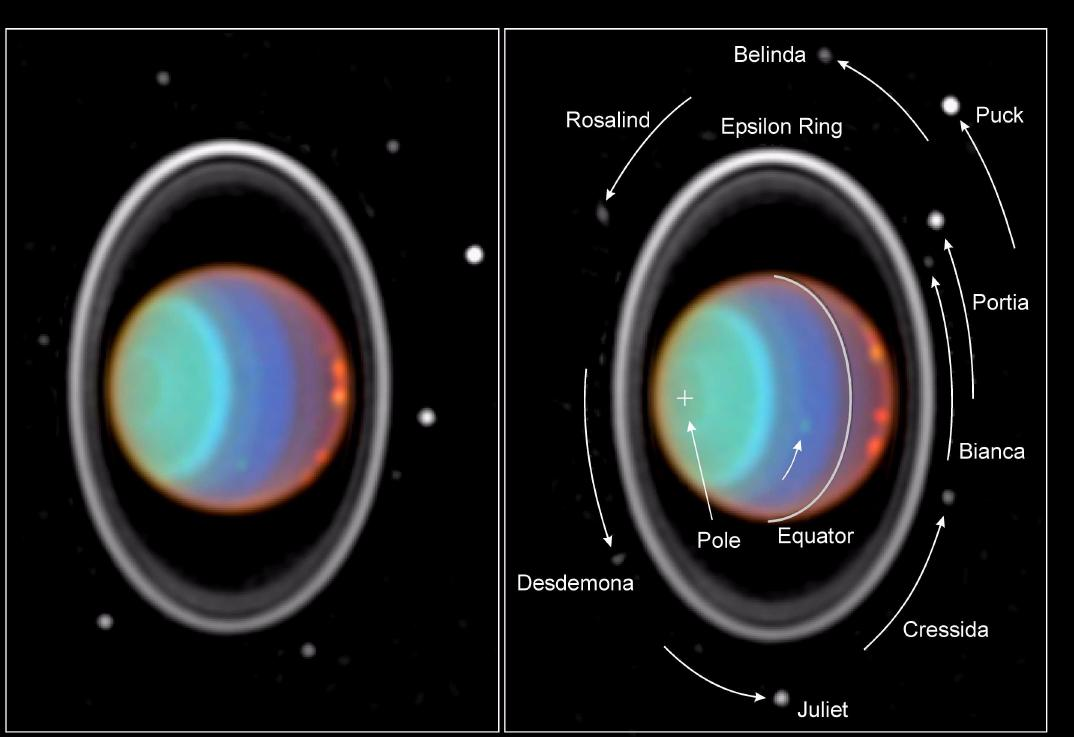
Hubble-Bild der Portia-Gruppe sowie Puck

Belinda umkreist Uranus auf einer prograden, fast perfekt kreisförmigen Umlaufbahn in einem mittleren Abstand von rund 75.300 km. Die Bahnexzentrizität beträgt 0,00007, die Bahn ist 0,031° gegenüber dem Äquator von Uranus geneigt.
Belinda ist der achtinnerste der Portia-Gruppe, zu der auch Bianca, Cressida, Desdemona, Juliet, Portia, Rosalind, Cupid und Perdita gehören. Diese Monde haben ähnliche Umlaufbahnen und ähnliche spektrale Eigenschaften.
Die Umlaufbahn des nächstinneren Mondes Cupid ist im Mittel nur 860 km von Belindas Orbit entfernt, die des nächstäußeren Mondes Perdita 1.160 km.
Belinda befindet sich inmitten zweier Uranusringe, des innen laufenden ν (Ny)-Staubringes, dessen Außenkante im Mittel rund 5.360 km vom Belinda-Orbit entfernt ist, und der Innenkante des äußeren μ (My)-Staubringes in 10.750 km Entfernung.
Belinda umläuft Uranus in 14 Stunden und 58 Minuten. Da dies schneller ist als die Rotation des Uranus, geht Belinda vom Uranus aus gesehen im Westen auf und im Osten unter. Da sich Belinda nahe am synchronen Orbit bewegt, ergibt es sich, dass Belinda für einen fiktiven Beobachter nur gut alle 6,5 Uranustage am Horizont einmal auf- bzw. untergeht, was bedeutet, dass sie über 3,25 Uranus-Tage lang am Himmel zu sehen ist.

## Physikalische Eigenschaften

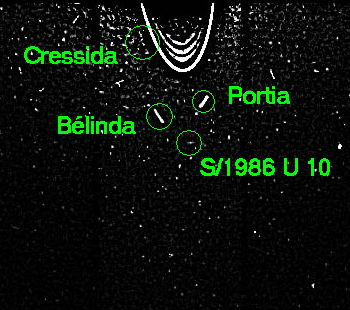
Hubble-Bild von 2003 mit Belinda, Cressida, Portia und Perdita

Belinda hat einen mittleren Durchmesser von 90 km. Auf den Aufnahmen der Voyager-2-Sonde erschien Belinda als stark elongiertes Objekt, wobei die Längsachse auf Uranus ausgerichtet ist.
Ihre mittlere Dichte ist mit 1,3 g/cm3 deutlich geringer als die Dichte der Erde und weist darauf hin, dass der Mond überwiegend aus Wassereis zusammengesetzt ist.
Belinda weist eine sehr geringe Albedo von 0,07 auf, d. h., 7 % des eingestrahlten Sonnenlichts werden von der Oberfläche reflektiert. Sie ist damit ein sehr dunkler Himmelskörper.
An ihrer Oberfläche beträgt die Schwerebeschleunigung 0,012 m/s2, dies entspricht etwa 1 ‰ der irdischen. Im Spektrum erscheint die Oberfläche von Belinda grau gefärbt.